# The Joker Is Wild
The Joker is Wild (bra Chorei por Você) é um filme estadunidense de 1957, do gênero drama biográfico, dirigido por Charles Vidor, com roteiro de Oscar Saul baseado no livro The Joker Is Wild: The Story of Joe E. Lewis, de Art Cohn.
Conta a história do comediante e cantor Joe E. Lewis, uma das principais atrações dos clubes noturnos dos Estados Unidos nas décadas de 1920 a 1950. Frank Sinatra está no papel principal e realiza várias interpretações de "All the Way", vencedora do Oscar de melhor canção original.

## Elenco
- Frank Sinatra...Joe E. Lewis
- Mitzi Gaynor...Martha Stewart
- Jeanne Crain...Letty Page
- Eddie Albert...Austin Mack
- Beverly Garland ... Cassie Mack
- Jackie Coogan	...Swifty Morgan

## Sinopse
Joe E. Lewis era um cantor tão popular que podia escolher os locais para se apresentar. Seu ex-patrão, porém, manda sua gangue atacá-lo, o que deixa uma cicatriz em seu rosto e prejudica suas pregas vocais. Em depressão, passa a contar com o apoio dos amigos, que o ajudarão a se tornar um grande comediante.